# (14327) Lemke
(14327) Lemke est un astéroïde de la ceinture principale.

## Description
(14327) Lemke est un astéroïde de la ceinture principale. Il fut découvert le 16 mars 1980 à La Silla par Claes-Ingvar Lagerkvist. Il présente une orbite caractérisée par un demi-grand axe de 3,00 UA, une excentricité de 0,16 et une inclinaison de 8,7° par rapport à l'écliptique.

## Compléments